# Kerkhof van Forest-Montiers
Het Kerkhof van Forest-Montiers is een gemeentelijke begraafplaats in de het Franse dorp Forest-Montiers in het departement Somme. Het kerkhof ligt in het dorpscentrum rond de Église Saint-Martin.
Er staat een gedenkteken voor de gesneuvelde dorpsgenoten uit de beide wereldoorlogen. 

## Brits oorlograf
Op het kerkhof ligt 1 Brits soldaat uit de Eerste Wereldoorlog begraven. Het graf is van Luke Shanley, soldaat bij de 1st (King's) Dragoon Guards die sneuvelde op 30 januari 1917. Zijn graf wordt onderhouden door de Commonwealth War Graves Commission waar het geregistreerd staat onder Forest-Montiers Churchyard.